# Reacción de Wohl-Aue
La reacción de Wohl-Aue es una reacción orgánica entre un nitrocompuesto aromático y una anilina para formar una fenazina en presencia de una base.
La reacción ha sido nombrada por los químicos Alfred Wohl y W. Aue.

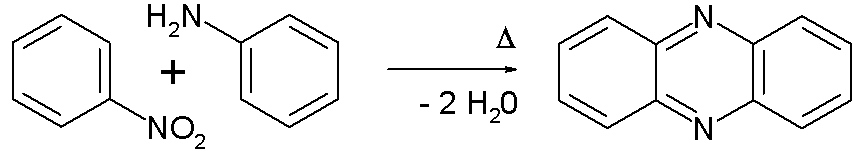
Estructura de la reacción de Wohl-Aue.